# Gina Raimondo
Pour les articles homonymes, voir Raimondo.
Gina Raimondo, née le 17 mai 1971 à Smithfield (Rhode Island), est une femme politique américaine, membre du Parti démocrate et gouverneur de Rhode Island de 2015 à 2021. Elle est secrétaire au Commerce des États-Unis du 3 mars 2021 au 20 janvier 2025 sous la présidence de Joe Biden.

## Biographie

### Carrière politique
Elle est élue trésorière de Rhode Island en 2010. À ce poste, elle met en place une réforme des retraites impopulaire auprès des syndicats.
En 2014, elle se présente à l'élection du gouverneur de l’État. Lors de la primaire démocrate, elle rassemble 42 % des suffrages, devançant le maire de Providence Angel Taveras (29 %) et Clay Pell (27 %). Elle remporte l'élection avec 40,7 % des voix face au maire républicain de Cranston Allan Fung (36,2 %) et au candidat du Parti modéré de Rhode Island Robert Healey (21,4 %), ce dernier n'ayant pourtant dépensé que 35 dollars pour sa campagne. Gina Raimondo devient la première femme gouverneure de Rhode Island.
Elle se représente lors de l'élection du 6 novembre 2018 et décroche un second mandat avec 52,7 % des voix en battant une nouvelle fois Allan Fung. 
Le président élu Joe Biden la nomme secrétaire au Commerce des États-Unis début janvier 2021. Après l'inauguration de Biden et de la vice-présidente Kamala Harris le 20 janvier, le poste de Gina Raimondo est soumis à la confirmation du Sénat. Le 2 mars, elle est largement confirmée par la chambre haute par 84 voix à 15. Elle démissionne alors de son poste de gouverneure du Rhode Island pour intégrer le cabinet de la nouvelle administration. Elle entre en fonction le lendemain.